# 转渠口镇
转渠口镇，是中华人民共和国甘肃省酒泉市敦煌市下辖的一个乡镇级行政单位。

## 行政区划
转渠口镇下辖以下地区：
秦安村、五圣宫村、东沙门村、阶州村、定西村、漳县村、雷家墩村、盐茶村和吕家庄村。